# Myolepta dubia
Myolepta dubia là một loài ruồi trong họ Ruồi giả ong (Syrphidae). Loài này được Fabricius mô tả khoa học đầu tiên năm 1805. Myolepta dubia phân bố ở vùng Cổ Bắc giới (Đan Mạch)